# Sandspieltherapie
Sandspieltherapie ist eine Methode oder psychotherapeutisches Verfahren, die mit einem vornehmlich nonverbalen therapeutischen Zugang eine Psychotherapie, Beratung und Heilpädagogik ermöglicht und in den 1920er Jahren von der britischen Ärztin und Therapeutin Margaret Lowenfeld (1890–1973) entwickelt worden ist. Im deutschsprachigen Raum wurde die Methode von einer Schülerin Margaret Lowenfelds eingeführt, der Schweizer Therapeutin Dora Kalff (1904–1990). Dora Kalff erweiterte das Verständnis der therapeutischen Wirkweise des Sandspiels durch Anwendung der analytischen Psychologie nach Carl Gustav Jung auf die gebauten Sandbilder. Ursprünglich hieß die Methode World Technique, da Kinder in Lowenfelds Institute of Child Psychology (ICP) ihre gebauten Sandbilder Welten genannt hatten.
Im Jahr 1937 stellte Margaret Lowenfeld die Methode auf internationalen Therapeutenkongressen vor, unter anderem in Paris (XIe Congrès International de Psychologie, Paris, 25-31 Juillet 1937). Dort lernte C. G. Jung die Lowenfeldsche Therapiemethode kennen und wandte seine tiefenpsychologischen Erkenntnisse erstmals auf eine der gebauten Welten während des Kongresses an.

## Grundlagen
Für ein Verständnis der Sandbilder, die von Kindern und Erwachsenen gebaut werden, können verschiedene philosophische und psychologische Strömungen herangezogen werden.
Margaret Lowenfeld selbst hat ein entwicklungspsychologisches Erklärungsmodell, das so genannte Protosystem, entwickelt. Ihre Gedanken und wissenschaftlichen Studien sind inspiriert von Jean Piagets Entwicklungspsychologie, Robin Collingwoods philosophischen Positionen, Donald Winnicotts Theorie der emotionalen Entwicklung und Margaret Meads ethnologischen Feldstudien.
Dora M. Kalff erweiterte die theoretischen Grundlagen durch die Anwendung der analytischen Psychologie nach Carl Gustav Jung auf die Analyse der gebauten Sandbilder und der enthaltenen Symbole sowie auf die Begleitung des therapeutischen Sandspielprozesses. Des Weiteren floss Kalffs Auseinandersetzung mit dem tibetischen Buddhismus in die Begleitung der Sandspielenden ein.
Entscheidend für das „Lesen“ eines Sandbildes im therapeutischen Setting ist ein Verständnis für die menschliche Fähigkeit, sich über Symbole in Raum und Zeit auszudrücken. Die philosophische und erkenntnistheoretische Grundlage dazu liefert das Werk Ernst Cassirers.

## Beschreibung
Sandspieltherapie ist eine fundierte Methode zur psychosozialen Diagnostik und nonverbalen Psychotherapie für Menschen aller Altersstufen. Sie ist weltweit verbreitet, wurde ursprünglich als Therapieform für Kinder entwickelt und wird heute ebenfalls in der therapeutischen Arbeit mit Erwachsenen eingesetzt. Ergänzend sind Spiel und symbolische Formen des Gestaltens notwendig, wobei andere psychotherapeutische Techniken und Methoden oder Pharmakotherapie eingebunden werden können.
Voraussetzung für die Therapie ist der „freie und geschützte Raum“, den die therapeutische Situation und die therapeutische Beziehung bietet.
Ohne thematische Vorgabe können in der Therapie aus dem vorgegebenen Material spontan abstrakte oder konkrete Darstellungen entstehen. Sie sind symbolische Umsetzungen und Darstellungen von Empfindungen, Erfahrungen oder unbewussten Konflikten, und können Lösungsmöglichkeiten enthalten.
Das Sandspiel führt in tiefere seelische Schichten, die für das Bewusstsein oder Sprache schwer zugänglich sind oder sonst keinen angemessenen Ausdruck finden können.
Begleitet die Therapeutin oder der Therapeut den Sandspielenden auf eine Weise, die unbewusste Bereiche der Psyche berührt und so Möglichkeiten für Veränderungen eröffnet, zeigt die Sandspieltherapie eine günstige und oftmals heilende Wirkung. Das Sandspiel vermag einen ganzheitlichen Wandlungsprozess in Bewegung zu setzen, der die eigenen Ressourcen stärken, schöpferische Neugestaltung ermöglichen und zur Heilung und Entwicklung der Gesamtpersönlichkeit beitragen kann.

## Anwendungsbereiche
Einsatz findet Sandspieltherapie als kreative therapeutische Methode in der Begleitung von Menschen mit Selbstwertproblemen, Entwicklungsstörungen, Traumafolgestörungen, Lern- und Konzentrationsschwächen und psychosomatischen Störungen.

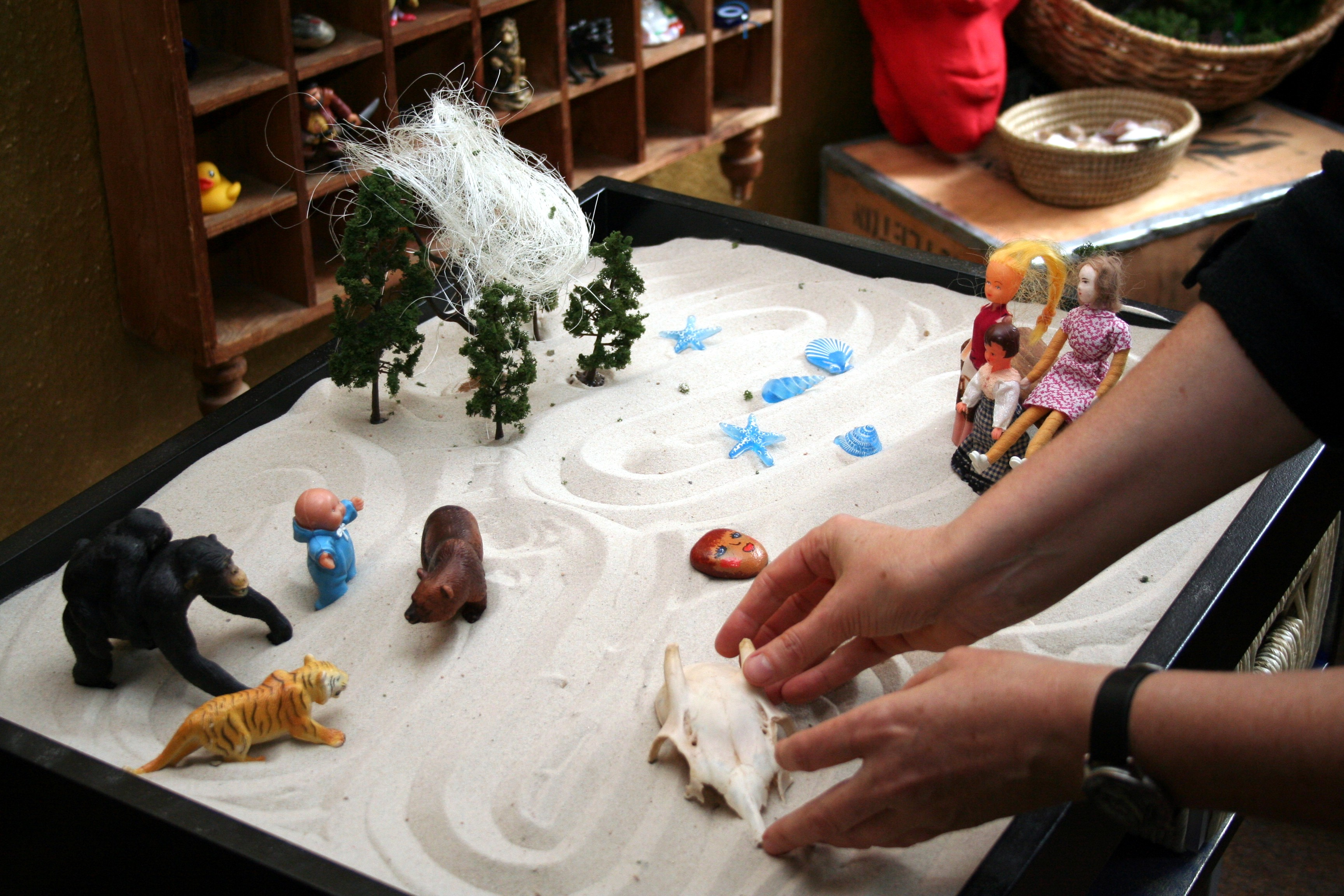
Aufbauphase eines Beispiels
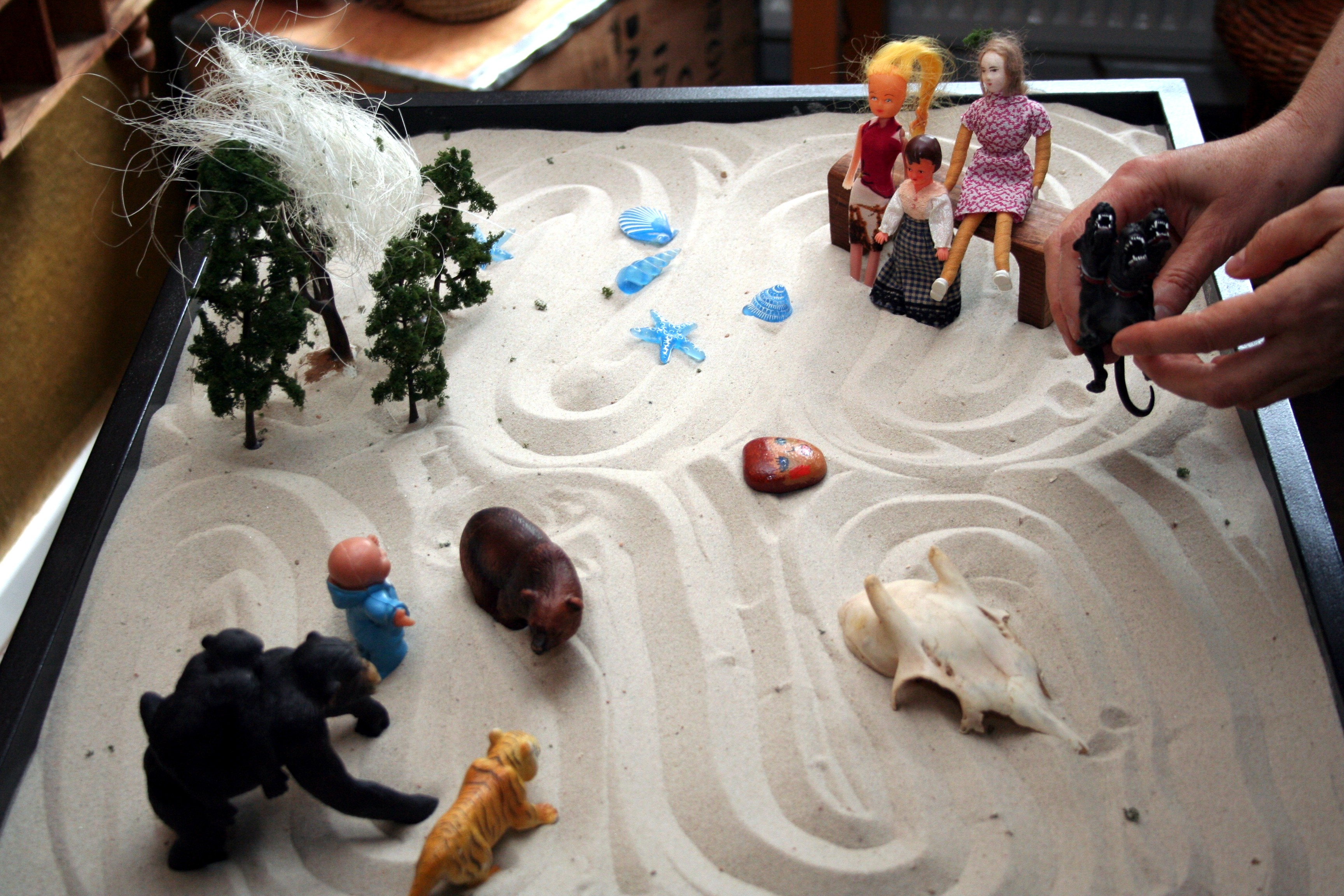
Folgebild dieses Spielprozesses
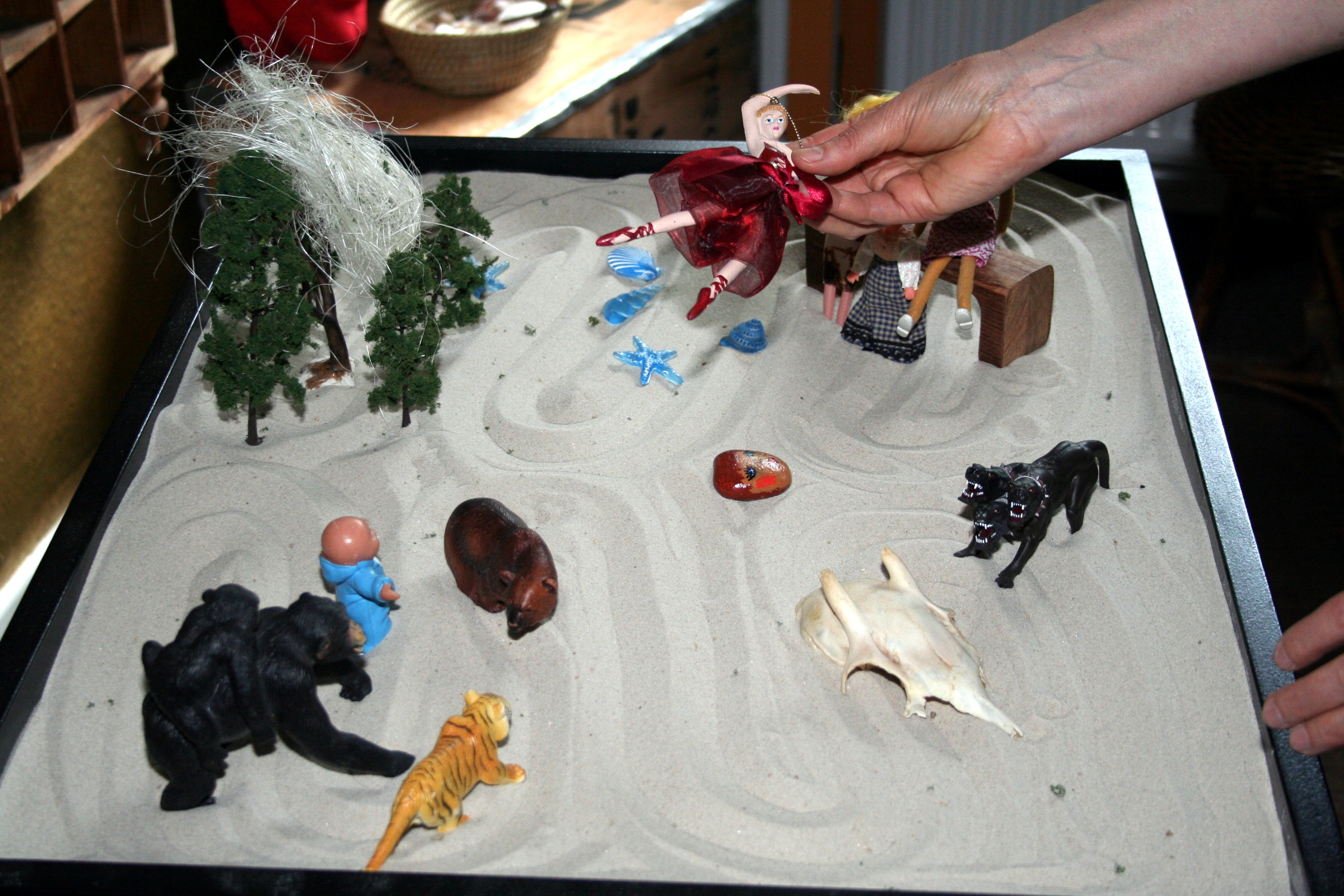
Endgestaltung des Beispiels
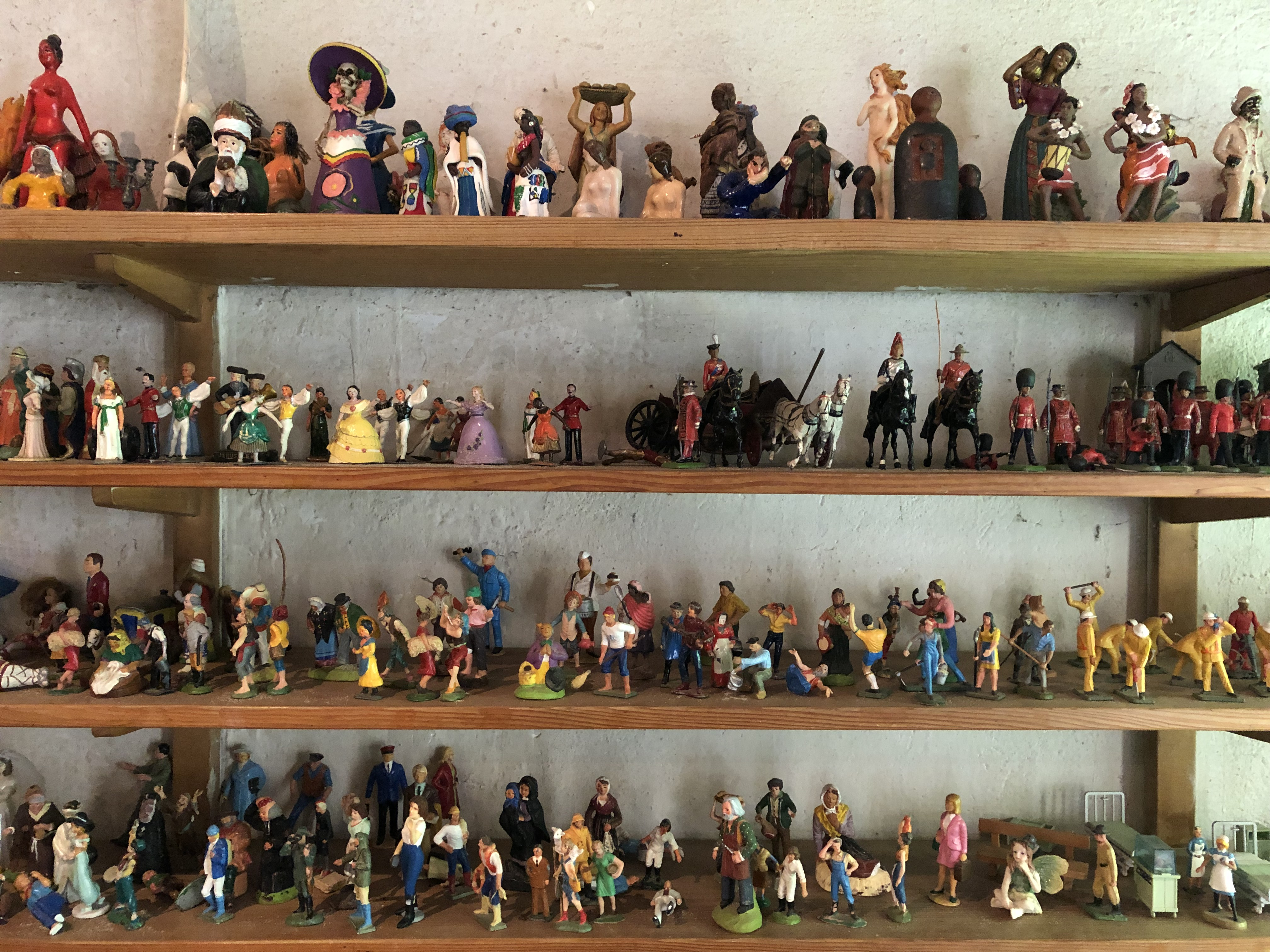
Dora Kalffs Figuren in ihrem Haus Hinter Zünen 8 in Zollikon

## Materialien

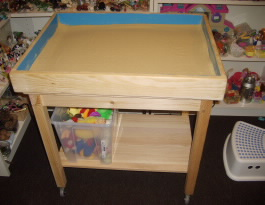
Ein Tischsandkasten. In der Therapie werden hierzu zwei Tische, einen mit feuchten, den anderen mit trockenen Sand, nebeneinander platziert.

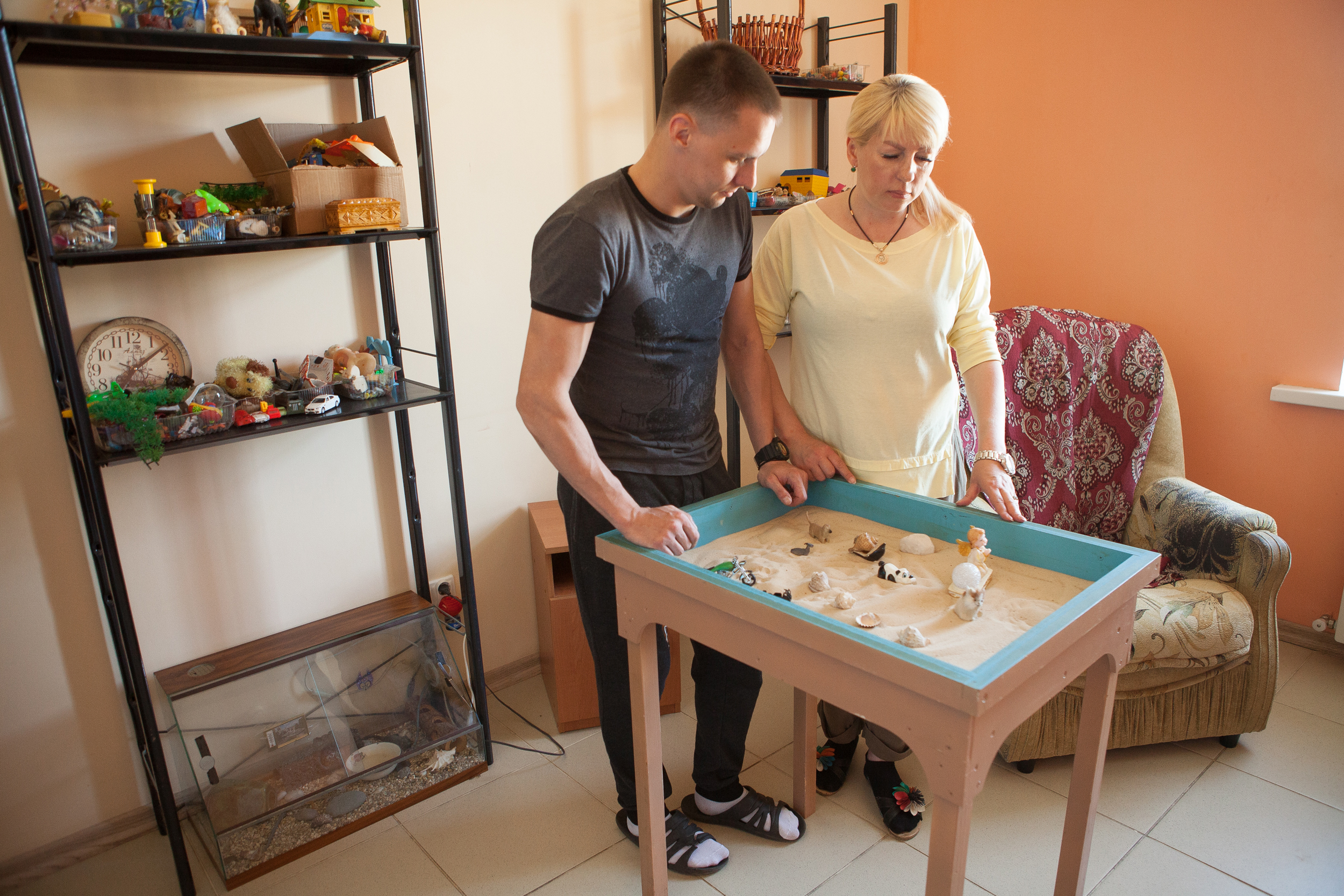
Ein therapeutisches Setting

Der Sand wird dem Klienten zumeist in zwei Tischsandkästen dargeboten, deren Abmessungen Dora M. Kalff im Hinblick auf den durchschnittlichen menschlichen Blickwinkel festgelegt hatte. Es stehen zwei Sandkästen zur Verfügung, deren Maße sich am menschlichen Sichtfeld orientieren (z. B. B: 72 cm × T: 57 cm × H: 7 oder 9 cm). Der eine Sandkasten wird mit trockenem Sand, der andere mit feuchtem Sand bereitgestellt. Die Innenseite der Kästen ist wasserdicht und in der Regel in einem mittelblauen Farbton gehalten, der eben an Wasser erinnert, um Flüsse, Meere und Seen darstellen zu können.
Um dem Klienten differenzierte Gestaltungen zu ermöglichen, sollten eine Vielzahl von Miniaturen, Figurinen und Materialien in einem Fundus bereitgehalten werden. Es sind gewissermaßen „en miniature“ Objekte und Symbole, die den Menschen in ihrer Lebenswelt begegnen und Symbole, die für die Menschen abstrakte, allgemeine oder auch archetypische Bedeutungen haben.
Es ist wichtig, dass etwas aus jedem Lebenswirklichkeit dabei sein sollte, ob Blumen, Pflanzen, Bäume, Muscheln, Schneckengehäuse, Steine aus der Natur, heimische und exotische Menschen- und Tierfiguren, Behausungen, sakrale Figuren, Fantasie- und Märchenfiguren und auch Zubehör wie ein allgemeines Mobiliar, Bett, Tisch, Sessel, Nahrungsmittel für Mensch und Tier, Schätze, Schmuck, Waffen, Zäune, Fahrzeuge, Häuser, Bauklötzer u. v. m. Die dargebotenen Objekte sollten auch den Altersgruppen und dem sozialen Umfeld angepasst sein. Aber auch Möglichkeiten um Ängste, Macht- oder Schutzbedürfnis darstellen zu können, sollte hinlänglich über die Objekte gegeben sein.
Ursprünglich wurden die Ergebnisse des therapeutischen Settings mittels Skizzen dokumentiert, es ist nunmehr üblich, dass nach der Therapiestunde das „Sandbild“ vom Therapeuten fotografiert und archiviert wird.
Bezüglich einer Dokumentation während oder nach der therapeutischen Sitzung gibt es in der Literatur unterschiedliche Positionen, einige Autoren empfehlen das Skizzieren zum Aufbau und die Dokumentation von Kommentaren bzw. eigenen Assoziationen schon während der Stunde. Von Gontard (2007) bevorzugt das Skizzieren und Dokumentieren nach Beendigung der Stunde, um so dem Klienten während des Sandspiels die ungeteilte, „gleichschwebende“  Aufmerksamkeit zuteilwerden zu lassen.

## Therapeutisches Vorgehen
Wie bei jeder Therapieform gibt es auch in der Sandspieltherapie gewisse grundlegenden Prinzipien. Da es sich bei der Sandspieltherapie um ein projektives Verfahren handelt, findet eine Verlagerung und Übertragung von innerpsychischen Vorgängen in die Außenwelt statt. So hält sich der Therapeut während des Entstehens eines Sandbildes zurück und ist idealerweise als „stiller Beobachter“ dabei, vergleichbar einer Haltung, die sich die Psychoanalyse bedient, der „gleichschwebenden Aufmerksamkeit“. Inhaltlich werden also zur Gestaltung niemals Vorgaben gemacht, denn im aktuell Bewussten, soll sich das Unbewusste ausformen und seinen freien Ausdruck finden. Der Therapeut folgt dem Geschehen emotional, ohne seine eigenen Assoziationen unmittelbar dabei zu versprachlichen.
Nach Kalff kann der Klient in der Therapie einen „freien und zugleich geschützten Raum“ nützen und in diesem Beziehungen herstellen und entwickeln.
Der Therapeut handelt dabei als ein „stiller Beobachter“ der, den Schaffensprozess des Klienten begleitet und dabei eine empathische, verstehende und urteilsfreie Haltung gegenüber dem Klienten und der therapeutischen Situation einnimmt. Erst in einem späteren Stadium des Sandspieltherapieprozesses interpretiert, so Kalff, der Therapeut gemeinsam mit dem Klienten die Sandbilder.
Im Anschluss der Sitzung wird das „Sandbild“  einzig und allein vom Therapeuten wieder abgeräumt und der Sand glattgestrichen. Das Abräumen erfolgt niemals vor den Augen des Klienten. Von Gontard (2007) betont die Wichtigkeit, dass die geschaffenen inneren Bilder aus der Therapiesitzung im Klienten gewissermaßen „weiterleben und nicht durch das Abräumen zerstört würden“. Für den Klienten bleiben in der Erinnerung noch für einen gewissen Zeitraum, die Eindrücke aus der Therapiestunde für eine Reflexion erhalten. Auch kann er sich mit der Dynamik der Stunde „auseinandersetzen und sie beschließen“.
So geben Rie Rogers Mitchell, Harriet S. Friedman (1996) Hinweise und Anleitungen zur Interpretation und Deutung des therapeutischen Prozesses. Sie fassen die Punkte in fünf Hauptkriterien als Fragen zusammen:
- Wie wird das Sandbild gestaltet? Also die diagnostischen und therapeutischen Informationen;
- Was ist das Ergebnis, der Inhalt des Sandkastens? Also Daten zur symbolischen Bedeutungen der arrangierten Objekte;
- Ist aus einer Folge von Sandbildern eine Entwicklung ersichtlich? Vom Therapeuten registrierte Veränderungen in der Dynamik, Zentrierung, Herausbilden von Themen, Veränderung von Themen und den symbolischen Inhalten;
- Was für eine Sandspiel-Geschichte wird erzählt? Was teilt der Klient spontan mit;
- Wie ist die gefühlsmässige Reaktion des Therapeuten hierauf? Die Reaktionen des Therapeuten können wichtige Informationen zur Interpretation liefern.[24]

## Fachverbände
- Deutsche Gesellschaft für Sandspieltherapie (DGST)
- International Society for Sandplay Therapy (ISST)
- International Association for Expressive Sandwork

### Medien
- SGSSTSchweizerische Gesellschaft für Sandspieltherapie. Video auf sgsst.ch/sandspieltherapie
- Sandplay – Dora Kalff 1972, auf youtube.com
- Eva Pattis Zoja – Expressive Sandarbeit. Vortrag am C. G. Jung-Institut Stuttgart e.V., auf youtube.com